# Hemisus olivaceus
Hemisus olivaceus là một loài ếch thuộc họ Hemisotidae. Loài này có ở Cộng hòa Dân chủ Congo và có thể cả Uganda.
Môi trường sống tự nhiên của chúng là rừng ẩm vùng đất thấp nhiệt đới hoặc cận nhiệt đới, đầm nước, đầm nước ngọt, và đầm nước ngọt có nước theo mùa. Chúng hiện đang bị đe dọa vì mất môi trường sống.